# Cordillera Gawler

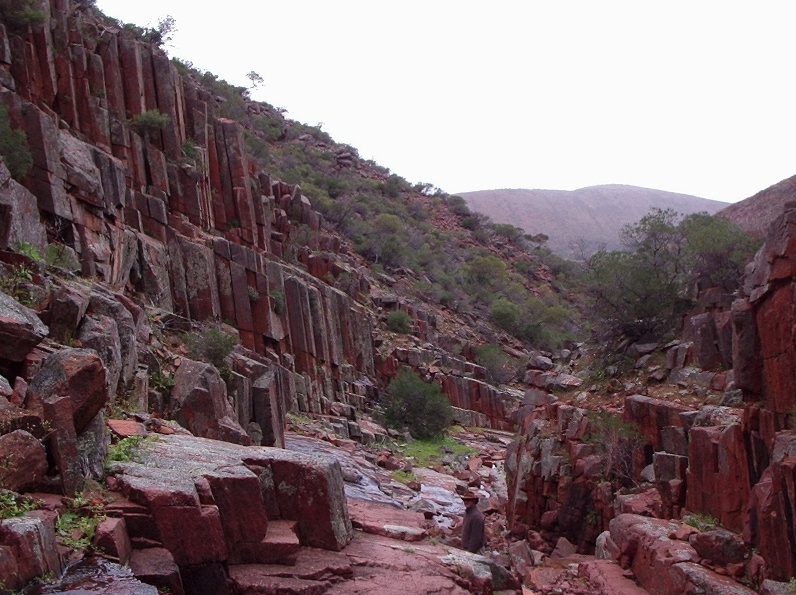
Los "tubos de órgano" de la cordillera Gawler.

La cordillera Gawler (en inglés: Gawler Ranges) son una serie de colinas pedregosas de Australia del Sur, al norte de la península de Eyre. La autopista Eyre bordea el sur de la cordillera. El Parque nacional Montes Gawler y la Reserva de conservación de la Cordillera Gawler están en las colinas del norte de Wudinna.

## Historia
Los montes fueron nombrados por Edward John Eyre después del gobernador de Australia del Sur, George Gawler en 1839. Esto fue en una de las expediciones anteriores de Eyre antes de su cruce a la Llanura de Nullarbor más al oeste. Y fue en esta expedición en la que Edward John Eyre hizo el primer avistamiento registrado del emblema floral de Australia del Sur, el guisante del desierto de Sturt, en 1839 durante una exploración temprana de la región.

## Naturaleza
Hay alrededor de 140 especies de aves en la cordillera Gawler, incluyendo el emú, el águila audaz y la cacatúa abanderada.